# Віленська навчальна округа
Віленська навчальна округа — територіальна одиниця управління навчальними закладами відомства Міністерства народної освіти, яка охоплювала кілька губерній на території сучасних Білорусі, Литви, України, а також Латвії у 1803—1832 і 1850—1917 роках. Адміністративний центр — Вільно.

## Історія

### 1803—1832
Віленська навчальна округа була створена у числі перших шести навчальних округ указом імператора Олександра I від 24 січня 1803 року. На час створення округа об'єднала навчальні заклади восьми губерній: Віленської, Вітебської, Волинської, Гродненської, Могильовської, Мінської, Київської та Подільської. Навчальним та адміністративним центром округи була визначена Головна Віленська школа, що була перетворена указом від 4 квітня 1803 року у Віленський університет. Першим попечителем округи став князь Адам Чарторийський (1803—1823), який також займав посаду товариша міністра, а пізніше й міністра закордонних справ Росії, також займався іншими державними справами.
Освіта на території Віленської округи напередодні заснування була представлена училищами, що перебували під управлінням католицького та уніатського духовенства (до їх складу також входили колишні школи Едукаційної комісії, що були передані під управління духовенства після остаточного поділу Речі Посполитої у 1795 році, проте залишалися світськими навчальними закладами), а також головними та малими народними училищами Східної Білорусі за указом 1786 року. У 1803 році, на території округи у головних і малих народних училищах навчалося 767 учнів, у школах, керованих католицьким та уніатським духовенством — 5820.
За статутом 1804 року були сформовані чотирикласні повітові училища, однокласні та двокласні парафіяльні училища. А. Чарторийський змінив мову викладання у деяких навчальних закладах округи з російської на польську. Всебічну підтримку йому надавав ректор Віленського університету І. Стройновський. У період кураторства Чарторийського в окрузі активно розвивалася національна освіта, підтримувалося вивчення польської мови. Водночас у навчальних закладах, насамперед в університеті, розвивалися патріотичні організації, часто антиросійські. Справа про одну з таких організацій — товариство філоматів призвела до відставки Чарторийського з поста попечителя і закінчилася масштабним судовим процесом. Посаду попечителя зайняв М. М. Новосильцев (1823—1831), який проводив розслідування справи.
У 1826 році начальну округу було реорганізовано. Навчальні заклади Вітебської та Могильовської губерній були передані до Петербурзької начальної округи (у 1829 році вони були переведені до новоствореної Білоруської начальної округи). Проведена у 1828 році реформа змінила систему початкової та середньої освіти. Відтоді початкові навчальні заклади були представлені парафіяльними і повітовими училищами, а середні — гімназіями.
Польське повстання 1830—1831 років призвело до серйозного повороту в освітній політиці Російської імперії. Багато студентів і навіть викладачі Віленського університету були причетні до повстанського руху. За цих обставин начальна округа зазнала подальшої реорганізації. Указом від 12 січня 1831 року навчальні заклади Мінської губернії були передані до Білоруської начальної округи, а Волинської та Подільської губерній — до Харківської начальної округи. 1 травня 1832 року Віленський університет було закрито і разом з ним розформовано Віленську начальну округу. Навчальні заклади, що належали до Віленської начальної округи були включені до Білоруської начальної округи, центр якої ще деякий час був у Вітебську, а у 1836 році був перенесений у Вільно.

### 1850—1917
У 1850 році Білоруську начальну округу було закрито, а замість неї відновлено Віленську. До відновленої Віленської округи були включені навчальні заклади Віленської, Гродненської, Мінської та Ковенської (відокремленої із західної частини Віленської губернії у 1846 році) губерній. Навчальні заклади Вітебської та Могильовської губерній знову були приєднані до Петербурзької навчальної округи.
Ще у 1835 році університети були звільнені від керівництва навчальними закладами, ця функція була передана до ради на чолі з кураторами навчальних округ, підлеглим безпосередньо Міністерству народної просвіти. Але при відновленні Віленської округи, з огляду на складні обставини у зв'язку з національним рухом, вирішили піти далі та скасувати посаду попечителя округи та передати обов'язки з управління навчальними закладами віленському генерал-губернатору, яким у 1850 році був І. Г. Бібіков. Однак, за кілька років таке рішення було визнане невдалим і Віленську округу знову очолив попечитель, яким став Є. П. Врангель (1855—1861). Далі у XIX столітті попечителями були А. П. Ширінський-Шихматов (1861—1864), І. П. Корнілов (1864—1868), П. М. Батюшков (1868—1869), який займав цю посаду рекордні 30 років, М. А. Сергієвський (1869—1899) і колишній попечитель Казанського начального округу В. О. Попов (1899—1908).
У 1855 році у Віленській, Гродненській, Мінській, Могильовській та Вітебській губерніях налічувалося 19 п'ятикласних і 8 трикласних повітових училищ, 89 парафіяльних училищ Міністерства народної просвіти і 89 Міністерства державного майна, 7 училищ при церквах іноземних сповідань, 3 жіночі школи. Існували також школи, під управлінням Святого Синоду.
За участь у повстанні 1863—1864 в 1864 році попечитель округи І. П. Корнілов у 1864—1868 роках звільнив майже усіх вчителів-поляків і католиків, виплативши їм платню за рік вперед. Було закрито також Віленський дворянський інститут, де викладали польською мовою. Куратором округи І. П. Корніловим за підтримки генерал-губернатора М. М. Муравйова на потреби народної освіти були виділені 25 000  руб. (з загальної суми 10 % — становив збір з поміщиків, які брали участь у польському повстанні). Циркуляром від 1 січня 1864 року Муравйов наказав керівництву повітів, поліції та мировим посередникам спостерігати за випадками «недозволеного навчання». Без дозволу адміністрації не допускалися до викладання ксьондзи і навчання польською мовою. Католикам Закон Божий викладався окремо та на «місцевому діалекті».
Окрім поляків, білорусів і литовців, учнями були також євреї. У 1882 році в середніх навчальних закладах округи займалися 1703 єврея, що в середньому становило 25 % від загальної кількості учнів. У Ковенській гімназії кількість євреїв досягало 44 %.
Офіційним виданням Віленської начальної округи був «Циркуляр з управління Віленською начальною округою», що виходив щомісяця у Вільно з 1862 по 1915 рік.
12 січня 1918 року Постановою народного комісара з освіти А. В. Луначарського Віленську начальну округу було ліквідовано.

## Територія

### 1803—1832
| Губернія (область)    | раніше входила          | рік входу | рік виходу | пізніше входила                    |
| --------------------- | ----------------------- | --------- | ---------- | ---------------------------------- |
| Київська губернія     | —                       | 1803      | 1818       | Харківська начальна округа         |
| Вітебська губернія    | —                       | 1803      | 1826       | Санкт-Петербурзька начальна округа |
| Могильовська губернія | —                       | 1803      | 1826       | Санкт-Петербурзька начальна округа |
| Волинська губернія    | —                       | 1803      | 1831       | Харківська начальна округа         |
| Подільська губернія   | —                       | 1803      | 1831       | Харківська начальна округа         |
| Мінська губернія      | —                       | 1803      | 1831       | Білоруська начальна округа         |
| Віленська губернія    | —                       | 1803      | 1 832      | Білоруська начальна округа         |
| Гродненська губернія  | —                       | 1803      | 1 832      | Білоруська начальна округа         |
| Білостоцька область   | увійшла до складу Росії | 1807      | 1 832      | Білоруська начальна округа         |

| губернія             | раніше входила                     | рік входження | рік виходу | пізніше входила |
| -------------------- | ---------------------------------- | ------------- | ---------- | --------------- |
| Віленська губернія   | Білоруська начальна округа         | 1850          | 1917       | -               |
| Гродненська губернія | Білоруська начальна округа         | 1850          | 1917       | -               |
| Ковенська губернія   | Білоруська начальна округа         | 1850          | 1917       | —               |
| Мінська губернія     | Білоруська начальна округа         | 1850          | 1917       | —               |
| Вітебська губернія   | Санкт-Петербурзька начальна округа | 1864          | 1917       | —               |
| Могилевська губернія | Санкт-Петербурзька начальна округа | 1864          | 1917       | —               |

## Склад начальної округи
У 1803 році на території Білорусі було 25 середніх та неповних середніх і близько 130 початкових шкіл. На початку 1820-х років багатьох викладачів-католиків змусили звільнитися.

## Начальна округа на початку XX століття
Станом на 1915 рік Віленська начальна округа налічувала 11,967 закладів усіх типів, у яких навчалося в цілому 685,526 учнів, в тому числі початкових шкіл 9,636 з числом учнів 575,272. У розподілі на адміністративно-територіальні складові начальної округи:
- Віленська губернія: навчальних закладів — 1,086, учнів — 63,039.
- Вітебська губернія: навчальних закладів — 1,710, учнів — 91,669.
- Гродненська губернія: навчальних закладів — 2,434, учнів — 130,781.
- Ковенська губернія: навчальних закладів — 833, учнів — 56,269.
- Мінська губернія: навчальних закладів — 2,919, учнів — 180,933.
- Могильовська губернія: навчальних закладів — 2,985, учнів — 162,835.

Розподіл учнів за типами навчальних закладів (у чисельнику — кількість учнів, у знаменнику — число навчальних закладів).
| Тип заведения                                                     | 1          | 2            | 3             | 4          | 5             | 6             | 7 |
| ----------------------------------------------------------------- | ---------- | ------------ | ------------- | ---------- | ------------- | ------------- | - |
| Середні навчальні заклади                                         |            |              |               |            |               |               |   |
| Гімназії, прогімназії, інститути та ліцеї                         | 2,975 5    | 2,510 5      | 6,299 21      | 3,410 13   | 8,837 29      | 7,144 24      |   |
| Реальні училища                                                   | 531 1      | 464 1        | 1,179 5       | 440 1      | 892 3         | 796 3         |   |
| Духовні                                                           | 689 5      | 885 5        | 157 1         | 246 2      | 1,074 6       | 923 6         |   |
| Педагогічні                                                       | 319 3      | 147 1        | 918 12        | 198 3      | 664 9         | 1,235 15      |   |
| Медичні                                                           |            |              | 76 1          |            |               |               |   |
| Військові                                                         | 540 1      | 401 1        |               |            |               |               |   |
| Лісничі та сільськогосподарські                                   |            |              |               | 40 1       | 93 1          | 629 6         |   |
| Технічні та ремісничі                                             | 388 4      | 326 5        | 73 4          | 78 1       | 376 5         | 582 5         |   |
| Комерційні, торговельні та промислові                             | 803 2      | 725 4        | 927 3         | 475 2      | 947 3         | 611 3         |   |
| Художні                                                           | 91 2       |              | 31 1          |            |               |               |   |
| Межові, таксаторські й топографічні                               |            |              |               |            |               | 182 1         |   |
| Професійні                                                        | ? 1        |              | ? 5           |            |               | 160 1         |   |
| Приватні навчальні заклади та при церквах іноземних віросповідань | 5,130 44   | 3,919 23     | 5,372 37      | 3,753 53   | 8,935 54      |               |   |
| Інші навчальні заклади                                            |            |              |               |            |               |               |   |
| Училища сліпих та глухонімих                                      |            | 14 1         |               |            |               |               |   |
| Релігійні нехристиянські                                          | 4,726 379  | 1,560 94     | 8,957 464     | 656 6      | 9,757 476     | 5,989 458     |   |
| Початкові навчальні заклади                                       |            |              |               |            |               |               |   |
| Нижчі                                                             | 46,847 639 | 80,718 1,570 | 106,792 1,880 | 46,973 751 | 149,358 2,333 | 144,584 2,463 |   |

Примітка. Цифрами у шпальтах таблиці позначені адміністративно-територіальні складові начальної округи:
- 1 — Віленська губернія
- 2 — Вітебська губернія
- 3 — Гродненська губернія
- 4 — Ковенська губернія
- 5 — Мінська губернія
- 6 — Могильовська губернія
- 7 — Холмська губернія (дані включено до статистики губерній, з частин яких вона незадовго до цього утворена)

## Попечителі Віленської начальної округи

### 1803—1832
- Адам Єжи Чарторийський (1770—1861), попечитель з 24 січня 1803 року по 1823 рік.
- Микола Миколайович Новосильцев (1761—1838), попечитель у 1824—1831 роках.

### 1850—1917
- Ілля Гаврилович Бібіков — віленський генерал-губернатор, у 1850-1855 роках обов'язки з управління навчальними закладами округу були покладені на генерал-губернатора, посада попечителя у Віленській начальній окрузі відсутня.
- Єгор Петрович Врангель — з грудня 1855 року по 30 серпня 1861 року.
- Олександр Прохорович Ширинський-Шихматов — з 30 серпня 1861 року по січень 1864 року.
- Іван Петрович Корнілов — з січня 1864 року по 1868 рік.
- Помпей Миколайович Батюшков — у 1868—1869 роках.
- Микола Олександрович Сергієвський — з 24 жовтня 1869 року по 25 червня 1899 року.
- Василь Олександрович Попов — у 1899—1906 роках.
- Борис Едуардович барон фон Вольф — у 1906—1908 роках.
- Григорій Васильович Левицький (1852—1917) — у 1908-1911 роках.
- Олексій Андрійович Остроумов (1853-?) — у 1911—1914 роках.
- Віссаріон Григорович Алєксєєв, (1866—1943) — з 23 вересня 1914 року по 15 червня 1915 року.
- Микола Дмитрович Чечулин (1863—1927) — у 1915—1917 роках.